# Kozo Yuki
Kozo Yuki (født 23. januar 1979) er en tidligere japansk fodboldspiller.
Han har spillet for flere forskellige klubber i sin karriere, herunder JEF United Chiba og Sanfrecce Hiroshima.